# 石岡真衣
石岡 真衣（いしおか まい、1990年8月7日 - ）は、日本のタレント、グラビアアイドル。恵比寿★マスカッツの元メンバー(2022年卒業)。NEW PIECE（ニューピース）所属。元プリュ所属。愛知県豊田市出身。

## 経歴
2011年
- 8月、同じ事務所の先輩グループであるAeLL.のバックダンサーとしてTOKYO IDOL FESTIVALに出演する[5]（AeLL.の妹分ユニット「Subっ娘」名義）。
- 11月、怪傑!トロピカル丸のメンバーとしてデビューする[6]。
- 11月2日、東京ラーメンショーに怪傑!トロピカル丸として初ステージを踏む。
- 11月4日、TOKYO MX系の音楽番組『つんつべ♂』にてテレビ初出演。

2014年
- 6月16日、日テレジェニック2014に選出される[7][8]。
- 10月20日、青春!トロピカル丸（旧 怪傑!トロピカル丸）を卒業する[9]。
- 12月23日、ザ・マーガリンズに二期生として加入する[10]。

2015年
- 9月24日、恵比寿★マスカッツのメンバーとなる[11]。

2016年
- 9月21日、劇団マーガリンズ（旧 ザ・マーガリンズ）が解散となる[12]。
- 11月15日、7枚目となるイメージDVD『ハート♡泥棒』がAmazonの女性アイドルDVDランキングで1位を獲得する[13]。

2019年
- 11月25日、FLASHのインタビューの中で、2020年にグラビアアイドルを卒業することを発表[14]。

2020年
- 6月にラストDVD、同年12月にラスト写真集を発売(2021年以降もグラビアアイドルとして撮影会等は継続している)。
- 9月、恵比寿マスカッツの派生ユニット「ATM」のリーダーとなる[15]。2021年1月26日の特別番組にて同ユニットの解散が決まる。

2022年
- 8月13日、恵比寿マスカッツライブ「第2世代恵比寿マスカッツ真夏の卒業式」をもって、恵比寿マスカッツを卒業する(第2世代恵比寿マスカッツメンバー全員卒業)[16]。

2024年
- 4月1日、自身のX（旧Twitter）にて3月31日をもってプリュを退所したことを報告した[17]。
- 6月1日より、NEW PIECE（ニューピース）の所属となる[1]。

## 人物
- 中学生のとき初めて見たテレビの深夜番組（ネプリーグ - 潜入!!秋葉カンペーさん）で、当時グラビアアイドルとして活動をしていた小倉優子を一目見て大ファンとなり、その後、ゆうこりん（小倉優子）の写真集を買ったことが、自身がグラビアアイドルを目指すきっかけとなった[18]。学生時代のあだ名は“まいこりん”[19]。
- AV女優の小島みなみの大ファン[20]。また、韓国のガールズグループGFRIENDのファンであり、追っかけもしている[1]。
- 趣味はアイドル追っかけ、神社巡り、節約。特技はセクシーものまね、チャームポイントは唇と胸のホクロ[1]。
- 好きな漫画はSLAM DUNKで、好きな男性のタイプは少年の心を持っている宮城リョータのような人。 好きな食べ物はオムライスで「実家は養鶏場で小さい頃から卵ばっかり食べてきたので、ちょうどいい（セクシーな）体型になったのは卵のおかげかもしれません」と語っている[19]。
- 中日ドラゴンズファン。

## 作品

### イメージDVD
- My Bunny（2012年8月17日、M.B.D. メディアブランド）
- まいっちんぐ!お騒がせ…（2013年5月31日、グラッソ）
- my genic（2014年10月10日、シャイニングウィル）
- Dream 〜My Angel❤︎（2015年2月27日、晋遊舎）
- M－エム－（2015年10月23日、竹書房）[21]
- 秘密の花園（2016年5月27日、グラヴィス）
- ハート♡泥棒（2016年11月25日、グラヴィス）
- 君がいた夏（2017年3月28日、グラヴィス）
- Mai Graduation 01 Climax 〜甘い肉体（2017年7月28日、グラヴィス）
- Mai Graduation 02 禁断の柔肌（2017年7月28日、グラヴィス）
- 恋愛組曲（2018年4月26日、双葉社）[22]
- ボクの最高な彼女（2018年9月20日、ギルド）[23]
- 恋する楽園（2019年8月30日、スパイスビジュアル）[24]
- my Heart（2019年12月20日、エスデジタル）[25]
- FiNAL-red- ファイナル・レッド～台湾慕情（2020年6月26日、グラヴィス）
- FiNAL-white- ファイナル・ホワイト～結婚しちゃっていいですか？（2020年6月26日、グラヴィス）
- 再会（2023年2月22日、スパイスビジュアル）[26][27]
- ゆっくり愛して（2023年8月25日、竹書房）[28]
- 石岡真衣には敵わない（2025年5月27日、エアーコントロール）[29]

### VR
- はじめてのVR、はじめてのわたし。石岡真衣（2024年11月8日 FANTASTICA）

- Stop！ Look！ Listen！ Ishioka Mai 石岡真衣（2024年11月15日 FANTASTICA）

### 写真集
- 悪だくみ（2018年5月23日 双葉社、撮影：西條彰仁）ISBN 978-4575313642
- 雨あがり（2020年12月1日 光文社、撮影：富田恭透）ISBN 978-4334902629

### デジタル写真集
- magnetic G 石岡真衣vol.1（2013年2月22日 magnetic G）
- magnetic G 石岡真衣vol.2（2013年3月15日 magnetic G）
- magnetic G 石岡真衣vol.3（2013年3月15日 magnetic G）
- magnetic G 石岡真衣vol.4（2013年3月15日 magnetic G）
- magnetic G 石岡真衣vol.5（2014年10月10日 magnetic G）※DVD作品「My Bunny」撮影時に同時撮影
- magnetic G 石岡真衣vol.6（2014年10月31日 magnetic G）※DVD作品「My Bunny」撮影時に同時撮影&magnetic G 石岡真衣vol.1-4のダイジェスト
- 蔵出し写真館 石岡真衣（2014年11月12日 蔵出し写真館）※DVD作品「my genic」撮影時に同時撮影
- 蔵出し写真館 石岡真衣 2（2014年11月19日 蔵出し写真館）※DVD作品「my genic」撮影時に同時撮影
- 蔵出し写真館 石岡真衣 3（2014年12月1日 蔵出し写真館）※DVD作品「my genic」撮影時に同時撮影
- Memory 必撮！まるごと☆（2016年6月3日 アイロゴス）※DVD作品「my genic」撮影時に同時撮影
- Sweety 必撮！まるごと☆（2016年7月1日 アイロゴス）※DVD作品「my genic」撮影時に同時撮影
- デジタル週プレ写真集 清楚妻の誘惑（2017年3月17日 週刊プレイボーイ）
- 私だけのお得意様 解禁グラビア写真集（2018年12月1日 サークルチェンジ）
- あなたを待ちわびて・・・ 解禁グラビア写真集（2019年1月1日 サークルチェンジ）
- 魅惑の薄幸美女 解禁グラビア写真集（2019年2月1日 サークルチェンジ）
- 患者さんと私の関係 解禁グラビア写真集（2019年3月1日 サークルチェンジ）
- 大人の恋 ギルドデジタル写真集（2019年3月13日 ギルド）
- あまいひととき ギルドデジタル写真集（2019年3月27日 ギルド）
- きみと朝を ギルドデジタル写真集（2019年4月18日 ギルド）
- 旅のヒミツ ギルドデジタル写真集（2019年5月14日 ギルド）
- 担任の石岡先生 解禁グラビア写真集（2019年9月1日 サークルチェンジ）
- 石岡さん､濡れる｡ 解禁グラビア写真集（2019年10月1日 サークルチェンジ）
- 同期の石岡さん 解禁グラビア写真集（2019年12月1日 サークルチェンジ）
- 昼下がりの真衣さん 解禁グラビア写真集（2020年1月1日 サークルチェンジ）
- 先生、いいんですか・・・？ 解禁グラビア写真集（2020年2月1日 サークルチェンジ）
- MAI Styles スーツを着た天使（2020年3月16日 DragonFlyBooks）
- Persimmon:石岡真衣デジタル写真集（GIRLS PLUS BOOK）（2020年5月22日）
- Natural:石岡真衣デジタル写真集（GIRLS PLUS BOOK）（2020年5月27日）
- SAMURAGOCHI グラビア3:fundamentals / technicals（2020年7月7日 ジュビリープレス）
- AnniversaryPhotobook 2020 完全版（GIRLS PLUS BOOK）（2020年8月19日）
- 青春の忘れ物:石岡真衣フォトブックシリーズ（GIRLS PLUS BOOK）（2020年10月31日）
- 青春の落し物:石岡真衣フォトブックシリーズ（GIRLS PLUS BOOK）（2020年11月7日）
- My collection vol.1（2020年11月21日）
- Classical 必撮！まるごと☆（2021年3月1日 アイロゴス）
- White chocolate:石岡真衣フォトブックシリーズ（2021年3月13日）
- Black chocolate:石岡真衣フォトブックシリーズ（2021年3月13日）
- 『10th Anniversary』完全版 (GIRLS PLUS BOOK)（2021年12月22日）
- 恋しくて-前編-:石岡真衣フォトブックシリーズ（2021年12月22日）
- 恋しくて-後編-:石岡真衣フォトブックシリーズ（2022年1月18日）
- もう少しだけ・・・ 解禁グラビア写真集（2022年5月16日 サークルチェンジ）
- いつも一緒なのに 解禁グラビア写真集（2022年7月15日 サークルチェンジ）
- いつでもいいですよ・・・ 解禁グラビア写真集（2022年8月12日 サークルチェンジ）
- 先生のこと、好きになってくれた？ 解禁グラビア写真集（2022年9月12日 サークルチェンジ）
- 石岡真衣『競泳水着コレクション〜上巻〜』 (競泳水着コレクションシリーズ)（2023年9月4日）
- 石岡真衣『競泳水着コレクション〜下巻〜』 (競泳水着コレクションシリーズ)（2023年9月20日）

### 雑誌
2012年
- 漫画アクション（2月7日号 双葉社）- インタビュー記事掲載

2013年
- ドカント（7月号 デジタルスタイル）- 新作DVD紹介
- BLACKBOX（9月号 マイウェイ出版）- グラビア掲載

2014年
- MAQUIA（4月号 集英社）- 美容記事掲載
- ヤングキング（4月21日号 少年画報社）- インタビュー記事掲載 ※青春!トロピカル丸として
- BOMB（8月号 学研パブリッシング）- インタビュー記事掲載 ※日テレジェニック2014として
- ヤングマガジン（7月28日号 講談社）- グラビア掲載 ※日テレジェニック2014として
- 週刊アサヒ芸能（9月18日号 徳間書店）- 表紙&インタビュー記事掲載 ※初表紙
- ヤングチャンピオン（10月14日号 秋田書店）- グラビア掲載
- ヤングアニマル（10月10日号 白泉社）- グラビア掲載
- De☆View（11月号 オリコン・エンタテインメント）- インタビュー記事掲載 ※青春!トロピカル丸として
- ヤングキング（11月3日号 少年画報社）- グラビア掲載
- ドカント（11月号 デジタルスタイル）- インタビュー記事掲載

2015年
- Goo Bike（2月9日号 プロトコーポレーション）- ツーリング同行取材記事掲載
- ヤングアニマル（2月13日号 白泉社）※付録DVDにグラビア撮影の様子を収録
- 黄金のGT（4月号 晋遊舎）- 新作DVD紹介
- ドカント（4月号 デジタルスタイル）- 新作DVD紹介
- 実話BUNKAタブー（5月号 コアマガジン）- グラビア掲載
- 実話BUNKA超タブー（Vol.10 コアマガジン）- グラビア掲載
- ドカント（12月号 デジタルスタイル）- 新作DVD紹介
- キスカ（1月号 竹書房）※付録DVDに「M」のサンプル動画を収録

2016年
- キスカ（2月号 竹書房）※付録DVDに「M」のサンプル動画を収録
- 実話BUNKAタブー（8月号 コアマガジン）- グラビア掲載
- 週刊大衆ヴィーナス（8月4日号 双葉社）- グラビア掲載
- キスカ（9月号 竹書房）※付録DVDに「M」のサンプル動画を収録
- 週刊プレイボーイ（12月5日号 集英社）- グラビア掲載
- 週刊実話（12月8日号 日本ジャーナル出版）- グラビア掲載
- CIRCUS MAX Special（1月号 ベストセラーズ）- グラビア掲載
- 実話BUNKAタブー（2月号 コアマガジン）- グラビア掲載
- ドカント（1月号 デジタルスタイル）- インタビュー記事掲載
- 週刊プレイボーイ（1月9日号 集英社）- 競馬記事掲載

2017年
- ヤングチャンピオン（1月24日号 秋田書店）- グラビア掲載
- 別冊ヤングチャンピオン（3月10日号 秋田書店）※付録DVDに「ハート♡泥棒」のサンプル動画を収録
- 週刊実話（4月13日号 日本ジャーナル出版）- グラビア掲載
- ドカント（5月号 デジタルスタイル）- 新作DVD紹介
- アサ芸シークレット（9月8日号 徳間書店）- 新作DVD紹介
- FLASH（9月5日号 光文社）- どぶろっくのフェチ撮企画に出演

2018年
- 週刊プレイボーイ（1月15•22日号 集英社）- グラビア掲載
- CIRCUS MAX Special（5月号 ベストセラーズ）- グラビア掲載
- 週刊現代（4月21日号 講談社）- グラビア掲載
- EX MAX! Special（5月号 ぶんか社）- グラビア掲載
- FRIDAY（4月27日号 講談社）- グラビア掲載
- 週刊大衆（4月30日号 双葉社）- グラビア掲載
- 超アイドル魂 (DIA Collection)（6月1日発行 ダイアプレス）- グラビア掲載
- 実話BUNKA超タブー（Vol.33 コアマガジン）- グラビア掲載
- 週刊大衆（5月28日号 双葉社）- 表紙&グラビア掲載
- ドカント（6月号 デジタルスタイル）- インタビュー記事掲載
- 週刊実話（6月14日号 日本ジャーナル出版）- 表紙&グラビア掲載
- 週刊大衆ヴィーナス（7月4日号 双葉社）- グラビア掲載
- 週刊大衆（7月23日号 双葉社）- インタビュー記事掲載
- 週刊現代Special（8月17日号 講談社）- グラビア掲載
- ドカント（10月号 デジタルスタイル）- 表紙&グラビア掲載
- アサ芸シークレット（11月11日号 徳間書店）- グラビア掲載
- 週刊実話（10月25日号 日本ジャーナル出版）- グラビア掲載
- 週刊SPA!（10月23日号 扶桑社）- ボードレース記事掲載
- 週刊SPA!（11月20•27日号 扶桑社）- ボードレース記事掲載
- 週刊SPA!（12月18日号 扶桑社）- ボードレース記事掲載
- EX MAX! Special（1月号 ぶんか社）- グラビア掲載 ※付録DVDに撮り下ろしバーチャルドラマを収録

2019年
- 週刊SPA!（1月15•22日号 扶桑社）- ボードレース記事掲載
- 週刊SPA!（2月12•19日号 扶桑社）- ボードレース記事掲載
- 週刊大衆（3月18日号 双葉社）- 表紙&グラビア掲載
- 週刊SPA!（3月19•26日号 扶桑社）- ボードレース記事掲載
- 週刊SPA!（4月2日号 扶桑社）- ボードレース記事掲載
- ドカント（9月号 デジタルスタイル）- グラビア掲載
- お宝パンデミック 芸能ゴシップ全弾発射 (DIA Collection)（10月19日発行 ダイアプレス）- 表紙&グラビア掲載
- ドカント（10月号 デジタルスタイル）- ドカントYouTube公式チャンネル記事掲載
- 週刊実話（10月3日号 日本ジャーナル出版）- 表紙&グラビア掲載
- 週刊アサヒ芸能（10月24日号 徳間書店）- グラビア掲載
- EX MAX! Special（1月号 楽楽出版）- グラビア掲載 ※付録DVDに2019年1月号の総集編映像を収録

2020年
- ドカント（2月号 デジタルスタイル）-グラビア&ドカントYouTube公式チャンネル記事掲載
- 週刊実話（1月30日号 日本ジャーナル出版）- グラビア掲載
- ドカント（3月号 デジタルスタイル）- ドカントYouTube公式チャンネル記事掲載
- 週刊アスキー（No.1277 角川アスキー総合研究所）- グラビア掲載 ※電子書籍
- 週刊実話（4月30日号 日本ジャーナル出版）- グラビア掲載
- MEN’S DVD（Vol.3 三和出版）- グラビア掲載
- ドカント（6月号 デジタルスタイル）-グラビア&ドカントYouTube公式チャンネル記事掲載
- EX MAX!（7月号 楽楽出版）- グラビア掲載 ※付録DVDに撮り下ろしバーチャルドラマを収録
- 週刊実話（7月2日号 日本ジャーナル出版）- 表紙&グラビア掲載
- 金のEX NEXT（Vol.15 大洋図書）- 表紙&グラビア掲載
- 週刊アスキー（No.1295 角川アスキー総合研究所）- グラビア掲載 ※電子書籍
- 週刊実話（9月24日号 日本ジャーナル出版）- グラビア掲載
- FLASH（11月24日号 光文社）- グラビア掲載
- 金のEX NEXT（Vol.17 大洋図書）- グラビア掲載
- ドカント（12月号 デジタルスタイル）- グラビア&インタビュー記事掲載 ※フリーペーパー
- 週刊実話（12月3日号 日本ジャーナル出版）- 表紙&グラビア掲載
- FLASH（12月15日号 光文社）- 裏表紙

2021年
- FLASH（1月19•26日号 光文社）- グラビア掲載

2022年
- FLASH（5月24日号 光文社）- グラビア掲載
- 週刊実話（11月10日号 日本ジャーナル出版）- グラビア掲載

2023年
- 週刊実話（3月9日号 日本ジャーナル出版）- 表紙&グラビア掲載
- 週刊実話ザ・タブー（5月5日号 日本ジャーナル出版）- グラビア掲載
- EX MAX!（5月号 文友舎）- グラビア掲載
- 実話ナックルズウルトラ（Vol.25 大洋図書）- グラビア掲載
- アサ芸シークレット（5月1日号 徳間書店）- グラビア掲載
- EX MAX! Special（5月号 文友舎）- グラビア掲載
- 金のEX DVD（Vol.13 大洋図書）- グラビア掲載 ※付録DVDに「再会」のサンプル動画を収録
- MEN’S DVD SEXY（Vol.15 三和出版）- グラビア掲載 ※付録DVDに「再会」のサンプル動画を収録
- ロト・ナンバーズ・ビンゴ５（No.718 コアマガジン）- 表紙&インタビュー記事掲載
- 実話ナックルズGOLDドキュメント（Vol.8 大洋図書）- グラビア掲載
- 週刊実話（8月31日号 日本ジャーナル出版）- グラビア掲載
- 週刊実話ザ・タブー（10月7日号 日本ジャーナル出版）- グラビア掲載
- MEN’S DVD SEXY（Vol.17 三和出版）- グラビア掲載 ※付録DVDに「ゆっくり愛して」のサンプル動画を収録
- EX MAX! HG（Vol.6 文友舎）- グラビア掲載
- 週刊アスキー（No.1459 角川アスキー総合研究所））- グラビア掲載 ※電子書籍
- 週刊アサヒ芸能（10月12日号 徳間書店）- インタビュー記事掲載
- 昭和旧車　カスタムグラフティ（Vol.3 HOBBY JAPAN）- グラビア&インタビュー記事掲載
- 金のEX DVD（Vol.16 大洋図書）- グラビア掲載 ※付録DVDに「ゆっくり愛して」のサンプル動画を収録

2024年
- 金のEX DVD DX（Vol.3 大洋図書）- グラビア掲載 ※付録DVDに「再会」のサンプル動画を収録
- EX MAX! Special（9月号 文友舎）- グラビア掲載
- EX MAX! DELUXE（2024秋特大号 文友舎）- グラビア掲載 ※付録DVDにグラビア撮影の様子を収録
- EX MAX! Special（11月号 文友舎）- グラビア掲載
- 週刊実話（11月28日号 日本ジャーナル出版）- インタビュー記事掲載

2025年
- シン・温泉マガジン（VOL.2 メディアソフト）- グラビア掲載
- EX MAX! DELUXE（2025真冬の特大号 文友舎）- グラビア掲載 ※付録DVDにグラビア撮影の様子を収録

### カレンダー
- 石岡真衣 2019年 カレンダー（2018年10月 トライエックス）
- 石岡真衣 2020年 カレンダー（2019年10月26日 トライエックス）

## 出演

### テレビ
- つんつべ♂（2011年11月4日、11月11日、2012年1月6日、1月13日、2月3日 TOKYO-MX）※怪傑!トロピカル丸としての出演
- エンタメ通信（2012年4月8日、8月11日 テレビ東京）※怪傑!トロピカル丸としての出演
- 獣電戦隊キョウリュウジャー（2013年7月7日 テレビ朝日）
- 爽快！どん底さん（2013年9月14日 フジテレビ）
- アイドルの穴〜日テレジェニックを探せ!〜（2014年4月6日 - 6月22日 日本テレビ）
- 東京暇人〜TOKYO hi-IMAGINE〜（2014年8月、9月、11月、2015年1月、3月、5月、8月、9月、2016年2月、8月 日本テレビ）
- 24時間テレビ 「愛は地球を救う」（2014年8月31日 日本テレビ）※日テレジェニック2014としての出演
- 今夜くらべてみました（2014年9月23日 日本テレビ）
- ものまねグランプリ（2014年12月16日、2015年9月22日、2016年9月27日、12月6日、2017年5月16日 日本テレビ）
- 中央競馬全レース中継（2015年3月7日 - 2017年12月17日 グリーンチャンネル） - パドック進行
- 東京オーディション（仮）（2015年7月14日 TOKYO MX）
- イカロスの瞳（2015年8月1日、16日 アイドル専門チャンネルPigoo）
- ニンゲン観察バラエティ モニタリング（2015年8月20日、10月29日 TBS）
- マスカットナイト（2015年10月8日 - 2017年3月30日 テレビ東京）※恵比寿★マスカッツとしての出演
- 有吉弘行のダレトク!?（2015年12月15日 関西テレビ）
- 好きか嫌いか言う時間（2017年1月3日 TBS）
- マスカットナイト・フィーバー!!!（2017年4月6日 - 9月28日 テレビ東京）※恵比寿★マスカッツとしての出演
- お願い!ランキング （2017年9月12日、2018年6月25日、2019年4月2日、5月2日、7月11日 テレビ朝日）
- 恵比寿マスカッツ横丁!（2017年10月5日 - 12月28日 テレビ東京）※恵比寿マスカッツ1.5としての出演
- BOAT RACEライブ 〜勝利へのターン〜（2018年1月14日、4月1日 - 2020年3月1日 BSフジ ）
- 恵比寿マスカッツのすぽスポSPORTS（2018年5月9日 - 2019年3月28日 BSスカパー!）※恵比寿マスカッツ1.5としての出演
- はなみなと（2018年11月16日 エンタ!959）
- ゴッドタン（2018年12月8日 テレビ東京）
- カミヒトエ!（2019年1月4日 テレビ朝日）
- 駐在刑事 Season2（2020年2月7日 テレビ東京）
- ヒロミ・指原の“恋のお世話始めました”（2021年10月1日 テレビ朝日）
- オールナイトフジコ（2023年4月22日 フジテレビ）

### インターネットテレビ
- 愛甲猛の激ヤバトーク・野良犬の穴（2014年10月20日 - ニコニコ生放送）
- 借金は“生”で返せ！（2015年2月3日 - 2016年7月19日 ニコニコ生放送）※ザ・マーガリンズとしての出演
- 恵比寿マスカッツ 真夜中のワイドショー（2017年11月9日 - 2019年8月27日 AbemaTV）※恵比寿マスカッツ1.5としての出演
- スピードワゴンの月曜The NIGHT（2018年4月2日、4月9日、7月23日、10月1日、2021年7月6日[30]、AbemaTV）
- ぶるぺん（2018年5月29日 - Ustream/GYAO!）
- 買えるバトルクラブ（2018年8月9日、8月16日 AbemaTV）
- チャンスの時間（2018年8月29日 AbemaTV）
- 格闘代理戦争3rdシーズン（2018年10月27日 AbemaTV）
- 極楽とんぼKAKERUTV（2018年11月22日 AbemaTV）
- 恵比寿マスカッツ 真夜中の運動会（2019年10月1日 - 2021年3月2日 AbemaTV）※恵比寿マスカッツとしての出演
- 深夜食堂（2019年10月31日 - Netflix ）※シーズン2-4手羽先の唐揚げ ミヤコ役
- うまみちゃんねる（2020年3月21日 - ニコニコ生放送、YouTube Live）※四代目MC
- 矢口真里の火曜The NIGHT（2020年12月2日[31]、ABEMA）※恵比寿マスカッツとしての出演
- 恵比寿マスカッツ ハニートラップTV（2021年3月19日 - 12月17日 ABEMA）※恵比寿マスカッツとしての出演
- パパパパパ・リーグ（2021年6月28日 - 、パーソル　パ・リーグTV公式YouTubeチャンネル） - パパパパ天気予報
- WG POKER JAPAN ポーカー最強女子決定戦!!（2021年7月26日 - GYAO!）
- 妄想マンデー（2021年10月29日 ABEMA）
- 「おねうち!!!マスカット」〜女の本性むき出し編〜（2022年5月20日 - ABEMA）※恵比寿マスカッツとしての出演

### ラジオ
- オレたちゴチャ・まぜっ!〜集まれヤンヤン〜（2016年4月16日 - 2017年4月8日 MBSラジオ） - ヤンヤンガールズ8期生

### ライブ
- かとう唯主催チャリティーライブ vol.4（2022年5月29日、渋谷DESEO）

### 舞台
- 愛はお金で買えますか？貢ぎ貢がれ編（2021年5月18日 - 23日、劇場HOPE） - 金チーム・響ララ役
- 今時な運命のシンデレラ（2021年11月16日 - 21日、劇場HOPE） - マッチングチーム・柚村なお役
- 死刑島（2022年4月26日 - 5月1日、劇場HOPE） - 悪チーム・安西摩耶役
- ミュージカル「時をかける少女」（2023年10月6日 - 10月10日、日本橋公会堂） - 時間局　ハル・レガン役
- 今、笑えてますか？（2024年3月12日 - 17日、劇場HOPE） - 笑顔チーム・磯村なお役

### オンライン演劇
- Be My Valentine（2022年2月11日 - 14日、劇場Zoom） - ほのか役

### 映画
- 009ノ1 THE END OF THE BEGINNING（2013年9月7日、監督: 坂本浩一） - セクシーガールズ役
- カマトト（2014年10月4日、監督: 武本凌侍） - 新宮亜美役
- 脱衣サバゲー（2015年4月10日、監督: 遊山直奇） - アイドル・まい役
- TOKYO CITY GIRL -2016-（2016年12月3日） - みーちゃん役
- 冷たいキス（2018年8月12日、監督: 曽根剛） - 愛人役

### CM
- 大連撃!!クリスタルクルセイド（2013年4月18日 - ）